# Ścibor z Radzymina
Ścibor z Radzymina herbu Ostoja (ur. ok. 1320, zm. luty 1390) – biskup płocki, kanonik i archidiakon płocki, kanonik poznański.
Obrany przez kapitułę katedralną wskutek nacisków ze strony książąt mazowieckich – braci Janusza I i Siemowita IV – 6 grudnia 1381. Jego konsekracja, po uzyskaniu prowizji, miała miejsce w Żninie 18 grudnia tegoż roku. Bliski współpracownik księcia płockiego Siemowita IV, którego wspierał w jego działaniach w kierunku uzyskania polskiej korony. Na obszarze diecezji rozwinął sieć parafii. W 1385 erygował parafię w Gąsiorowie, wydzieloną z parafii w Winnicy. W dokumencie z 1389 określił granice parafii w Dzierżeninie oraz uposażenie kościoła parafialnego.